# Gruppo di NGC 920
Il Gruppo di NGC 920 comprende tre galassie situate nella costellazione di Andromeda. La distanza media tra il centro di massa di questo gruppo e la nostra Via Lattea è di circa 235 milioni di anni luce (71,9 Mpc).

## Membri
Le galassie componenti il gruppo, indicate nell'articolo di Garcia del 1993, sono:
| Nome     | Classificazione | Tipo    | RA (J2000.0)  | DEC (J2000.0) | Velocità radiale (km/s) | Magnitudine apparente | Distanza (Mpc) | Dimensioni (kal) |
| -------- | --------------- | ------- | ------------- | ------------- | ----------------------- | --------------------- | -------------- | ---------------- |
| NGC 920  | S?              | Spirale | 02h 28m 45.9s | 45° 58′ 14″   | 5021 ± 10               | 13,7                  | 69,8 ± 4,9     | 88               |
| NGC 933  | S?              | Spirale | 02h 29m 17.5s | 45° 54′ 41″   | 5105 ± 11               | 13,9                  | 72,4 ± 5,1     | 155              |
| UGC 1867 | Scd             | Spirale | 02h 25m 15.6s | 45° 27′ 05″   | 5195 ± 11               | 15,1                  | 73,6 ± 5,2     | 117              |

Il sito DeepskyLog permette di trovare agevolmente le costellazioni in cui si trovano le galassie; in alternativa si possono utilizzare le coordinate delle galassie per individuarle. Se non altrimenti indicato, le coordinate sono quelle fornite dal sito NASA/IPAC (National Aeronautics and Space Administration / Infrared Processing and Analysis Center).